# Chelonus inanitus
Chelonus inanitus is een insect dat behoort tot de orde van de vliesvleugeligen (Hymenoptera) en de familie van de schildwespen (Braconidae). De wetenschappelijke naam werd gepubliceerd door Linnaeus in 1767.